# منة حامد
منة حامد (من مواليد 30 يناير 1998، القاهرة)، لاعبة إسكواش مصرية محترفة. احتلت المرتبة 55 عالمياً اعتباراً من فبراير 2018. وتحتل حالياً المركز 64، مارس 2019.

## مسيرتها الرياضية
بدأت منة حامد مسيرتها الرياضية منذ عام 2017. وطبقاً للاتحاد الدولي للاسكواش (PSA) فهي حاصلة على أربعة ألقاب عالمية حتى الآن، بما في ذلك ثلاثة في موسم واحد. جاء أفضل إنجاز لها في التصنيف العالمي عندما وصلت إلى المرتبة 52 في نوفمبر 2017.

## روابط خارجية
- منة حامد على موقع الاتحاد الدولي لمحترفي الاسكواش (مؤرشف) (الإنجليزية)
- منة حامد على موقع SquashInfo.com (الإنجليزية)